# ویلیام فرنچ اندرسون
ویلیام فرنچ اندرسون (انگلیسی: William French Anderson; ۳۱ دسامبر ۱۹۳۶ – ) دانشمند در زمینه ژنتیک اهل ایالات متحده آمریکا بود.